# Autoestrada A24
La Autoestrada A24 (o A24) è un'autostrada portoghese lunga 162 chilometri. Essa parte da Viseu, fino ad arrivare alla frontiera spagnola presso Vila Verde da Raia, servendo nel suo percorso anche le città di Castro Daire, Vila Real e Chaves.